# Labergement-lès-Auxonne
Labergement-lès-Auxonne és un municipi francès, situat al departament de la Costa d'Or i a la regió de Borgonya - Franc Comtat. L'any 2007 tenia 348 habitants.

## Demografia

### Població
El 2007 la població de fet de Labergement-lès-Auxonne era de 348 persones. Hi havia 136 famílies, de les quals 32 eren unipersonals (12 homes vivint sols i 20 dones vivint soles), 52 parelles sense fills, 44 parelles amb fills i 8 famílies monoparentals amb fills.
La població ha evolucionat segons el següent gràfic:
Habitants censats

### Habitatges
El 2007 hi havia 154 habitatges, 138 eren l'habitatge principal de la família, 7 eren segones residències i 9 estaven desocupats. 150 eren cases i 4 eren apartaments. Dels 138 habitatges principals, 108 estaven ocupats pels seus propietaris, 28 estaven llogats i ocupats pels llogaters i 2 estaven cedits a títol gratuït; 5 tenien dues cambres, 15 en tenien tres, 43 en tenien quatre i 75 en tenien cinc o més. 112 habitatges disposaven pel capbaix d'una plaça de pàrquing. A 61 habitatges hi havia un automòbil i a 64 n'hi havia dos o més.

### Piràmide de població
La piràmide de població per edats i sexe el 2009 era:
| Homes | Edats   | Dones |
| ----- | ------- | ----- |
| 0     | 95 o +  | 0     |
| 0     | 90 a 94 | 4     |
| 4     | 85 a 89 | 0     |
| 8     | 80 a 84 | 0     |
| 4     | 75 a 79 | 8     |
| 16    | 70 a 74 | 24    |
| 4     | 65 a 69 | 4     |
| 8     | 60 a 64 | 12    |
| 0     | 55 a 59 | 12    |
| 12    | 50 a 54 | 8     |
| 8     | 45 a 49 | 4     |
| 20    | 40 a 44 | 8     |
| 24    | 35 a 39 | 20    |
| 4     | 30 a 34 | 16    |
| 0     | 25 a 29 | 0     |
| 12    | 20 a 24 | 4     |
| 4     | 15 a 19 | 16    |
| 32    | 10 a 14 | 24    |
| 20    | 5 a 9   | 16    |
| 0     | 0 a 4   | 12    |

## Economia
El 2007 la població en edat de treballar era de 213 persones, 157 eren actives i 56 eren inactives. De les 157 persones actives 147 estaven ocupades (84 homes i 63 dones) i 10 estaven aturades (4 homes i 6 dones). De les 56 persones inactives 21 estaven jubilades, 23 estaven estudiant i 12 estaven classificades com a «altres inactius».

### Ingressos
El 2009 a Labergement-lès-Auxonne hi havia 138 unitats fiscals que integraven 338 persones, la mediana anual d'ingressos fiscals per persona era de 17.713 €.

### Activitats econòmiques
Dels 9 establiments que hi havia el 2007, 2 eren d'empreses de construcció, 3 d'empreses de comerç i reparació d'automòbils, 1 d'una empresa de transport, 1 d'una empresa d'hostatgeria i restauració, 1 d'una empresa de serveis i 1 d'una empresa classificada com a «altres activitats de serveis».
Dels 4 establiments de servei als particulars que hi havia el 2009, 1 era un paleta, 1 fusteria, 1 restaurant i 1 agència immobiliària.
L'any 2000 a Labergement-lès-Auxonne hi havia 11 explotacions agrícoles.

## Equipaments sanitaris i escolars
El 2009 hi havia una escola elemental integrada dins d'un grup escolar amb les comunes properes formant una escola dispersa.

## Poblacions més properes
El següent diagrama mostra les poblacions més properes.